# مدرسة شيامن الدولي
مدرسة شيامن الدولي هي مدرسة دولية خاصة تقع في شيامن، الصين.

## الروابط الخارجية
- Xiamen International School